# نادي تابور سيجانا
نادي تابور سيجانا هو نادي كرة قدم من بلدة سيجانا، سلوفينيا.تأسس النادي في 1923 ويلعب حالياً في دوري سلوفينيا لكرة القدم.